# Gerhard Eikenbusch
Gerhard Eikenbusch (även: Gerd Eikenbusch), född den 3 september 1952 i Wimbern är en tysk författare och pedagog. Under åren mellan 2008 och 2016 var han rektor för Tyska skolan i Stockholm.